# Amphibulus eurystomatus
Amphibulus eurystomatus är en stekelart som beskrevs av Luhman 1991. Amphibulus eurystomatus ingår i släktet Amphibulus och familjen brokparasitsteklar. Inga underarter finns listade i Catalogue of Life.